# Apple A5X
Apple A5X (APL5498) — двухъядерный микропроцессор компании Apple из серии Apple Ax. Содержит четырёхкластерный графический ускоритель.
Доработанный и модернизированный вариант процессора Apple A5.
Производился в 2012 году на фабрикe компании Samsung по техпроцессу LP CMOS 45 нм с 9 слоями металла. Площадь чипа составляет 163 мм2.

## Производительность
На презентации третьего поколения iPad было заявлено, что новый процессор намного более производителен, чем 4 ядерная новейшая платформа NVIDIA Tegra 3. По заявлениям представителей Apple, производительность среднестатистического планшета оснащенного процессором от NVIDIA в четыре раза ниже чем у нового iPad. Компания NVIDIA уже прежде комментировала результаты тестирования компанией Apple устройств на чипе Tegra 3 и устройств Apple на предыдущей модели процессора Apple A5 как необъективные, так как существующие бенчмарки программно не способны задействовать все возможности платформы. В данном случае представитель компании NVIDIA заявила, что лестно получить вызов от Apple, но попросила бы уточнить условия тестирования, так как никаких дополнительных данных на презентации планшета представлено не было.
Сравнение быстродействия GPU по данным Apple:
|                 | Apple A5 | Apple A5X | Tegra 2 | Tegra 3 |
| --------------- | -------- | --------- | ------- | ------- |
| SIMD Name       | USSE 2   | USSE 2    | Core    | Core    |
| # of SIMD       | 8        | 16        | 8       | 12      |
| MADs per SIMD   | 4        | 4         | 1       | 1       |
| Total MADs      | 32       | 64        | 8       | 12      |
| GFLOPS @200 МГц | 12,8     | 25,6      | 3,2     | 4,8     |
| GFLOPS @300 МГц | 19,2     | 38,4      | 4,8     | 7,2     |

Основная причина менее впечатляющих показателей чипа Tegra 3 кроется в меньшем количестве операций в секунду с плавающей запятой (GFLOPS), и это основной показатель, который учитывала Apple. По данным портала 3dnews.ru:

По сравнению с Tegra 2 количество SIMD-блоков увеличилось с 8 до 12, однако есть заковырка — эти блоки по-прежнему не универсальны. Четыре блока заняты исключительно вершинными шейдерами, а восемь — только пиксельными. И наконец, ключевая грязная подробность: SIMD-блоки в GPU Tegra 3 выполняют по одной операции за такт, тогда как их современники из Qualcomm (Adreno) и Imagination Technologies (PowerVR) — по 4.— Планшет ASUS Eee Pad Transformer Prime: Tegra 3, Android 4 и Super IPS

## Применение
Устройства, использующие процессор Apple A5X:
- iPad 3-го поколения — март 2012 — октябрь 2012